# La última aventura de Chaflán
La última aventura de Chaflán (deutsch: Chafláns letztes Abenteuer) ist ein mexikanischer Film aus dem Jahr 1945. Manuel R. Ojeda war der Regisseur dieses Abenteuerfilms und hatte zusammen mit Héctor Martínez Támez auch das Drehbuch verfasst.
Die arbeitslosen Musiker Fermin und Moralitos kommen in einer kleinen Bergarbeiterstadt, die von Banditen beherrscht wird, an. Der sterbende Sheriff der dortigen Polizei ernennt Moralitos zu seinem Nachfolger. Der Ort entwickelt sich dynamisch, als neue Goldsucher eintreffen. Unter ihnen befindet sich der Ingenieur Armando, der eine Eisenbahnlinie bauen möchte. Er verliebt sich in Marta, die Tochter eines der Bergarbeiter. Moralitos übergibt die Verantwortung des Sheriffs an Fermin, der die Stadt gegen den letzten Angriff der Banditen verteidigt. 
Carlos López war ein unter dem Namen  El Chaflán bekannter Schauspieler. Er verstarb kurz nach Ende der Dreharbeiten und bevor der Film veröffentlicht werden konnte. In Erinnerung an ihn wurde La última aventura de Chaflán als Titel des Films gewählt. María Antonieta Pons gab in diesem Film ihr Debüt als Schauspielerin. Die Produktionsgesellschaft des Films war Majestic Films. Der Film wurde 1942 gedreht, hatte jedoch erst am 16. März 1945 seine Premiere in Mexiko. 